# Liste der denkmalgeschützten Objekte in Bad Schönau
Die Liste der denkmalgeschützten Objekte in Bad Schönau enthält die denkmalgeschützten unbeweglichen Objekte der Gemeinde Bad Schönau im niederösterreichischen Bezirk Wiener Neustadt-Land.

## Denkmäler
| Foto |                 | Denkmal                                                                | Standort                                         | Beschreibung | Metadaten |
| ---- | --------------- | ---------------------------------------------------------------------- | ------------------------------------------------ | --- | --- |
| ja   | Datei hochladen | Pfarrhof, ehem. Festes Haus HERIS-ID: 29866 Objekt-ID: 26532           | Am Kirchriegl 1 Standort KG: Schönau im Gebirge  | Der heutige Westteil wurde als 2. Wehranlage um 1320 erbaut. Der Ostteil stammt aus dem 16. Jahrhundert. Die Renaissancefassade mit Ornament „Laufender Hund“ wurde 1990 freigelegt und restauriert. Das Gebäude findet seit 1732 als Pfarrhof Verwendung.                           | BDA-Hist.: Q37928240 Status: § 2a Stand der BDA-Liste: 2025-06-30 Name: Pfarrhof, ehem. Festes Haus GstNr.: .11/1 Pfarrhof, ehem. Festes Haus     |
| ja   | Datei hochladen | Kath. Pfarrkirche hll. Peter und Paul HERIS-ID: 29864 Objekt-ID: 26530 | Am Kirchriegl 1a Standort KG: Schönau im Gebirge | Die alte Pfarrkirche wurde um 1120 erbaut und mit Wehrmauern umgeben. Im Inneren befinden sich Fresken aus 1320, die 1987 nur mehr teilweise erhalten freigelegt wurden, an der Außenfassade befinden sich ein Christophorusfresko und eine Gedenktafel an den Kuruzzeneinfall 1708. | BDA-Hist.: Q14240562 Status: § 2a Stand der BDA-Liste: 2025-06-30 Name: Kath. Pfarrkirche hll. Peter und Paul GstNr.: .13 Pfarrkirche Bad Schönau |